# トム・ルーズ
トム・ルーズ（Tom Luse）はアメリカの映画製作者。

## 主な作品
- グローリー Glory (1989)
- タイムクラッシュ・超時空カタストロフ The Time Shifters (1999)
- タイタンズを忘れない Remember the Titans (2000)
- ジーパーズ・クリーパーズ Jeepers Creepers (2001)
- ドラムライン Drumline (2002)
- ヒューマン・キャッチャー/JEEPERS CREEPERS 2 Jeepers Creepers 2 (2003)
- ワン・トゥリー・ヒル One Tree Hill (2003)
- 幸せがおカネで買えるワケ The Joneses (2009)
- パーフェクト・トラップ The Collection (2012)